# Журуая
Журуая (порт. Juruaia) — муниципалитет в Бразилии, входит в штат Минас-Жерайс. Составная часть мезорегиона Юг и юго-запад штата Минас-Жерайс. Входит в экономико-статистический микрорегион Сан-Себастьян-ду-Параизу. Население составляет 8260 человек на 2007 год. Занимает площадь 219,512 км². Плотность населения — 37,63 чел./км².

## История
Город основан 27 декабря 1948 года. 

## Статистика
- Валовой внутренний продукт на 2005 год составляет 48 640 000,00 реалов (данные: Бразильский институт географии и статистики).
- Валовой внутренний продукт на душу населения на 2005 год составляет 5888,62 реалов (данные: Бразильский институт географии и статистики).
- Индекс развития человеческого потенциала на 2000 год составляет 0,755 (данные: Программа развития ООН).